# Vladislav Torop
Vladislav Leonidovič Torop (in russo Владислав Леонидович Тороп?; Mosca, 7 novembre 2003) è un calciatore russo, portiere del CSKA Mosca.

## Carriera

### Club
Torop è cresciuto nel settore giovanile del CSKA Mosca ed ha debuttato in prima squadra il 23 settembre 2021 nell'incontro di Kubok Rossii vinto 4-0 contro lo Zenit Iževsk. Ha firmato il suo primo contratto professionistico il 30 dicembre seguente, ed il 7 maggio 2022 ha esordito anche in Prem"jer-liha contro il Soči.
Nella stagione 2022-2023 ha conquistato la Coppa di Russia giocando da titolare il torneo.

### Nazionale
Ha giocato nelle nazionali giovanili russe Under-15, Under-16, Under-18, Under-19, Under-21 ed Under-23.

## Statistiche

### Presenze e reti nei club
Statistiche aggiornate al 5 agosto 2024.
| Stagione        | Squadra         | Campionato      | Campionato | Campionato | Coppe nazionali | Coppe nazionali | Coppe nazionali | Coppe continentali | Coppe continentali | Coppe continentali | Altre coppe | Altre coppe | Altre coppe | Totale | Totale | Totale |
| Stagione        | Squadra         | Comp            | Pres       | Reti       | Comp            | Pres            | Reti            | Comp               | Pres               | Reti               | Comp        | Pres        | Reti        | Pres   | Reti   |        |
| --------------- | --------------- | --------------- | ---------- | ---------- | --------------- | --------------- | --------------- | ------------------ | ------------------ | ------------------ | ----------- | ----------- | ----------- | ------ | ------ | ------ |
| 2021-2022       | CSKA Mosca      | PL              | 1          | -1         | CR              | 2               | 0               |                    | -                  | -                  |             | -           | -           | 3      | -1     |        |
| 2022-2023       | CSKA Mosca      | PL              | 1          | 0          | CR              | 7               | -5              |                    | -                  | -                  |             | -           | -           | 8      | -5     |        |
| 2023-2024       | CSKA Mosca      | PL              | 5          | -6         | CR              | 11              | -7              |                    | -                  | -                  | SR          | 0           | 0           | 16     | -13    |        |
| 2024-2025       | CSKA Mosca      | PL              | 2          | 0          | CR              | 11              | -5              |                    | -                  | -                  |             | -           | -           | 13     | -5     |        |
| Totale carriera | Totale carriera | Totale carriera | 9          | -7         |                 | 31              | -17             |                    | -                  | -                  |             | 0           | 0           | 40     | -24    |        |

## Palmarès

### Club

#### Competizioni nazionali
- Coppa di Russia: 2

CSKA Mosca: 2022-2023, 2024-2025
- Supercoppa di Russia: 1

CSKA Mosca: 2025